# Heliconius mixta
Heliconius mixta är en fjärilsart som beskrevs av Apolinar 1927. Heliconius mixta ingår i släktet Heliconius och familjen praktfjärilar. Inga underarter finns listade i Catalogue of Life.